# Paul Ford
Pour les articles homonymes, voir Ford (homonymie).
Paul Ford est un acteur américain né le 2 novembre 1901 à Baltimore, Maryland (États-Unis) et mort le 12 avril 1976 à Mineola, État de New York (États-Unis).

## Filmographie
- 1945 : La Maison de la 92e Rue (The House on 92nd Street) : Police Sergeant
- 1945 : The Front Page (TV)
- 1948 : La Cité sans voiles (The Naked City) : Henry Fowler
- 1949 : Le Démon de l'or (Lust for Gold) de S. Sylvan Simon : Sheriff Lynn Early
- 1949 : Les Fous du roi (All the King's Men) : Spokeman for Impeachment
- 1950 : Perfect Strangers : Judge James Byron
- 1950 : Le Kid du Texas (The Kid from Texas) de Kurt Neumann : Sheriff Copeland
- 1955 : The Phil Silvers Show (série TV) : Col. John Hall (1955-1959)
- 1956 : La Petite Maison de thé (The Teahouse of the August Moon) : Col. Wainwright Purdy III
- 1958 : The Missouri Traveler : Finas Daugherty
- 1958 : La Meneuse de jeu (The Matchmaker) : Horace Vandergelder
- 1959 : Keep in Step (TV) : Col John T Hall
- 1959 : The Phil Silvers Pontiac Special: Keep in Step (TV) : Colonel John T. Hall
- 1962 : Tempête à Washington (Advise & Consent) : Senator Stanley Danta
- 1962 : The Music Man : Mayor George Shinn
- 1962 : L'Inconnu du gang des jeux (Who's got the action ?) de Daniel Mann : Judge Boatwright
- 1963 : Un monde fou, fou, fou, fou (It's a Mad Mad Mad Mad World) de Stanley Kramer : Col. Wilberforce
- 1964 : The Baileys of Balboa (série TV) : Sam Bailey
- 1965 : Never Too Late (en) : Harry Lambert
- 1966 : Les Russes arrivent (The Russians Are Coming the Russians Are Coming) : Fendall Hawkins
- 1966 : Gros coup à Dodge City (A Big Hand for the Little Lady) de Fielder Cook : C.P. Ballinger
- 1966 : The Spy with a Cold Nose : American General
- 1967 : Les Comédiens (The Comedians) de Peter Glenville : Smith
- 1969 : L'Ange et le Démon (Twinky) : Mr. Wardman, Scott's father
- 1969 : In Name Only (TV) : Elwy Pertwhistle
- 1972 : Fair Play (TV) : F.O. McGill
- 1972 : Richard : Washington Doctor
- 1974 : Journey Back to Oz de Hal Sutherland : Uncle Henry (voix)